# Maechidius corrosus
Maechidius corrosus är en skalbaggsart som beskrevs av Waterhouse 1875. Maechidius corrosus ingår i släktet Maechidius och familjen Melolonthidae. Inga underarter finns listade i Catalogue of Life.